# Bahnhof Lennestadt-Altenhundem
Der Bahnhof Lennestadt-Altenhundem ist ein Durchgangsbahnhof an der Ruhr-Sieg-Strecke zwischen Hagen und Siegen auf dem Gebiet der Stadt Lennestadt im Kreis Olpe. Mit Eröffnung der hier abzweigenden Nebenbahnen nach Wenholthausen und Birkelbach entwickelte er sich zu einem bedeutenden Eisenbahnknoten. Heute ist der Bahnhof des Eisenbahndorfes Altenhundem nur noch eine Betriebsstelle der elektrifizierten Ruhr-Sieg-Strecke.

## Geschichte
Nachdem das damals eigenständige Altenhundem in den 1840er Jahren durch den Ausbau der Lennetal-Straße von Altena über Grevenbrück, Altenhundem, Welschen Ennest nach Krombach und die Inbetriebnahme der Provinzialstraße von Altenhundem nach Schmallenberg straßenseitig erschlossen wurde, erfolgte ein Anschluss an die Eisenbahn erst knapp 20 Jahre später.
In wirtschaftlicher Hinsicht war im Jahre 1861 die Eröffnung der ersten Eisenbahnstrecke im Sauerland, der so genannten „Ruhr-Sieg-Strecke“ von Hagen über Altenhundem nach Siegen, von besonderer Bedeutung. Mit ihrem Bau kamen auch evangelische Eisenbahner- und Unternehmerfamilien aus dem Siegerland und aus Hessen u. a. in das Gebiet von Altenhundem, Meggen und Maumke.
1887 folgte die Eröffnung der Nebenbahn lenneaufwärts nach Schmallenberg, 1914 der Strecke nach Birkelbach. Altenhundem war damit zu einem bedeutenden Knoten geworden.
Im Jahr 1899 waren bei der Bahnhofstation, der Güterabfertigung und der Betriebswerkstätte bereits insgesamt 302 Männer beschäftigt. Die Einwohnerzahl von Altenhundem insgesamt stellte sich im Jahr 1899 auf 2055 und war damit innerhalb von 40 Jahren um 1400 gestiegen. Der Ausbau des Bahnhofsgeländes mit der Errichtung eines Lokomotivschuppens, eines Lokstandes mit Drehscheibe und einer Betriebswerkstatt war im Jahr 1927 abgeschlossen. Die Ära des „Eisenbahnerdorfes“ endete im Jahr 1965 mit der Schließung des Bahnbetriebswerkes. Hauptursache war die Elektrifizierung der Ruhr-Sieg-Strecke und damit das Ende des Dampfbetriebs.
1944 wurden Brücken der Birkelbacher Strecke kriegsbedingt von sich zurückziehenden Verbänden der deutschen Wehrmacht gesprengt. Nach 1945 verkehrten die Züge nur noch bis Würdinghausen, der Personenverkehr wurde 1959 eingestellt. Der Güterverkehr wurde bis Ende 1980 bedient. Der Tunnel ist zum Teil erhalten geblieben. 
Die Strecke Richtung Wenholthausen wurde im Personenverkehr bis 1964 bedient und 1967/1968 abgebaut. Der Bahnhof Altenhundem wurde 2003 von der Stadt Lennestadt gekauft und saniert. Seit Ende 2007 sind die Bahnsteige barrierefrei zugänglich.
Im Oktober 2007 wurde auf einem aufgelassenen Teil des umfangreichen Bahngeländes ein neues Einkaufszentrum, das Hundem-Lenne-Center, eröffnet.
Die Gemeinschaftsinitiative Busse & Bahnen NRW hat den Bahnhof Lennestadt-Altenhundem im Jahr 2012 zum Wanderbahnhof des Jahres 2012 gekürt. Aus über 100 Vorschlägen von Bahn- und Wanderfreunden ging der in den Jahren 2007/08 renovierte Bahnhof als Sieger hervor. Kriterien waren eine gute Anbindung an die gepflegten ausgeschilderten Wanderwege und die Gastronomieangebote. Als erster Bahnhof in Südwestfalen erhielt der Bahnhof Altenhundem im Jahr 2013 eine weitere Auszeichnung durch den Verkehrsclub Deutschland als „kundenfreundlicher Bahnhof“.

## Bedienung

### Nahverkehr
Es bestehen Verbindungen mit den Linien RE 34 und RB 91 nach Hagen, Dortmund und Siegen.
| Linie | Verlauf | Takt                                        |
| ----- | --- | ------------------------------------------- |
| RE 34 | Dortmund-Siegerland-Express: Dortmund Hbf – Witten Hbf – Hagen-Hohenlimburg – Iserlohn-Letmathe – Altena (Westf) – Werdohl – Plettenberg – Finnentrop – Lennestadt-Grevenbrück – Lennestadt-Altenhundem – Kirchhundem-Welschen Ennest – Kreuztal – Siegen-Weidenau – Siegen Hbf Stand: Fahrplanwechsel Dezember 2024 | 60 min, 120 min                             |
| RB 91 | Ruhr-Sieg-Bahn: Hagen Hbf – Hohenlimburg – Iserlohn-Letmathe hier Zugteilung, Zugteil 1: – Letmathe-Dechenhöhle – Iserlohn Zugteil 2: – Altena (Westf) – Werdohl – Plettenberg – Finnentrop – Lennestadt-Grevenbrück – Lennestadt-Meggen – Lennestadt-Altenhundem – Kirchhundem – Kirchhundem-Welschen Ennest – Kreuztal-Littfeld – Kreuztal-Eichen – Kreuztal – Siegen-Geisweid – Siegen-Weidenau – Siegen Hbf Stand: Fahrplanwechsel Dezember 2021 | 60 min (werktags) 120 min (sonn-/feiertags) |

### Fernverkehr
Seit dem 20. Dezember 2021 wird Lennestadt-Altenhundem mit doppelstöckigen Intercity 2 der Linie 34 bedient. Insgesamt verkehren auf der Strecke Münster–Hamm–Dortmund–Siegen–Frankfurt fünf Zugpaare, die zwischen Siegen und Letmathe den RE 34 ersetzen und fast alle Halte des Regionalverkehrs bedienen. Diese Züge haben eine Nahverkehrsfreigabe zwischen Dillenburg und Dortmund und in Letmathe Anschluss an den RE 16 Richtung Hagen, Bochum und Essen.
| Linie | Linienverlauf | Takt             | Betreiber      |
| ----- | --- | ---------------- | -------------- |
| IC 34 | von Münster kommend: Dortmund Hbf – Witten Hbf – Iserlohn-Letmathe – Altena (Westf) – Werdohl – Plettenberg – Finnentrop – Lennestadt-Grevenbrück – Lennestadt-Altenhundem – Kreuztal – Siegen-Weidenau – Siegen Hbf – Dillenburg, dann weiter nach Frankfurt (Main) Freigabe für Nahverkehrstickets nur zwischen Dortmund und Dillenburg Stand: Fahrplanwechsel Dezember 2024 | 120 min, 240 min | DB Fernverkehr |

### Busverkehr
Buslinien der VWS und BRS verkehren nach Kirchhundem, Olpe, Hilchenbach, Finnentrop, Schmallenberg, Meschede und Attendorn.